# Premier Cycle Company

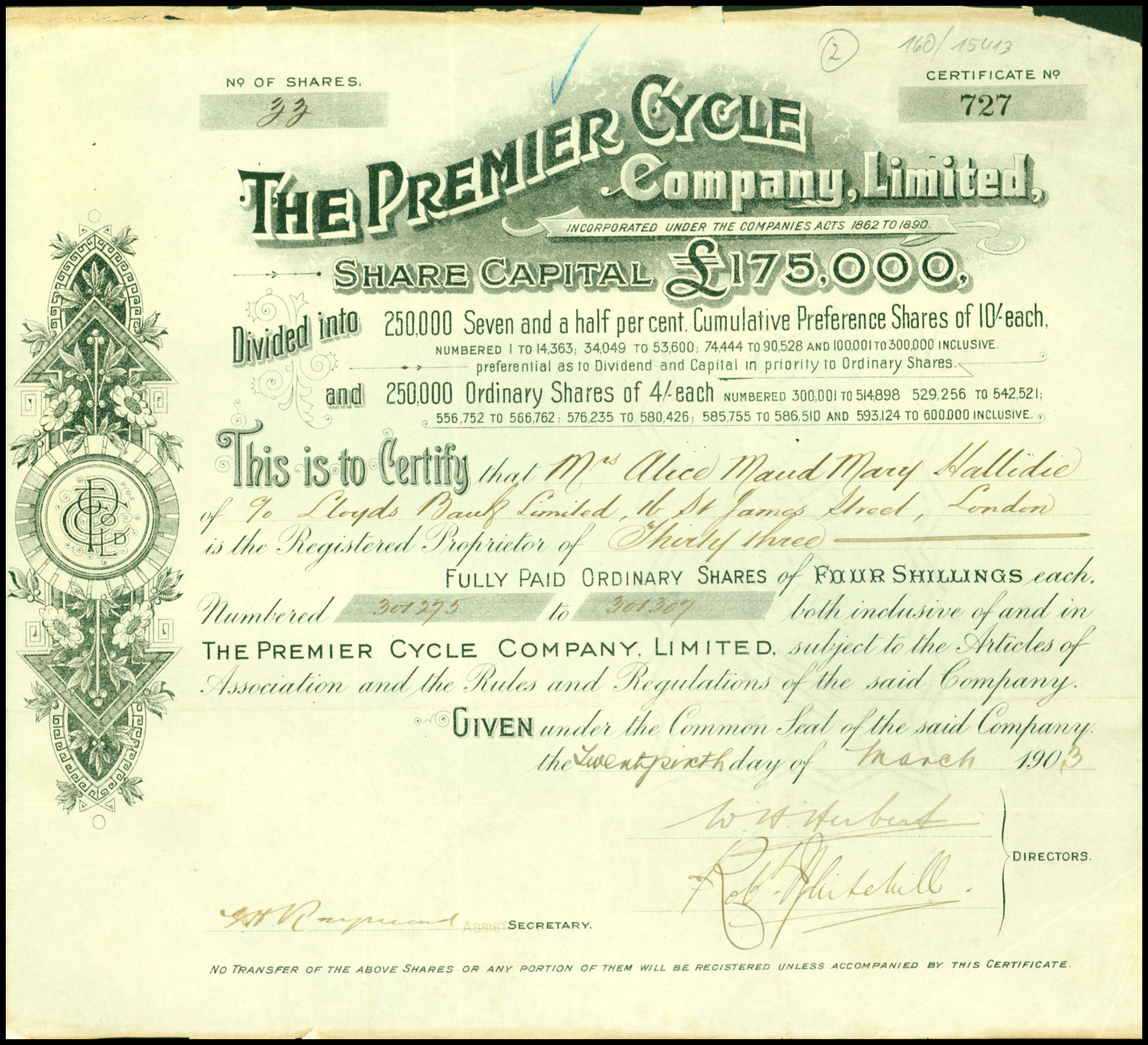
Aktie des Unternehmens

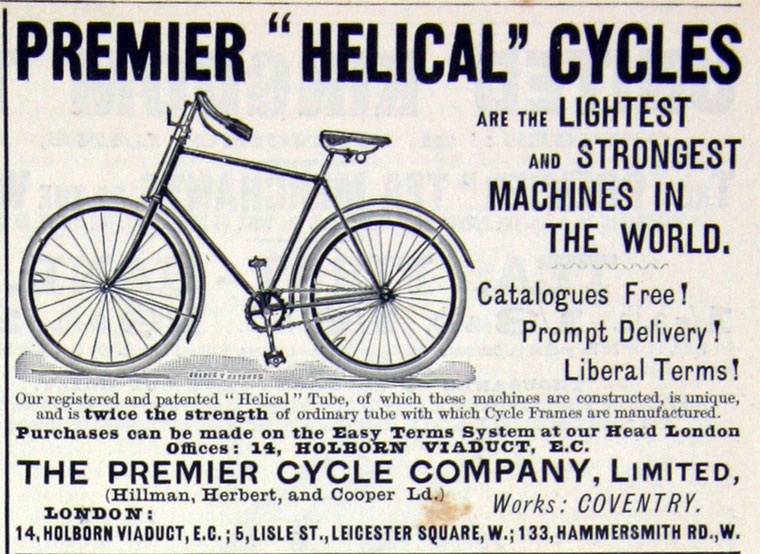
Anzeige für ein Fahrrad

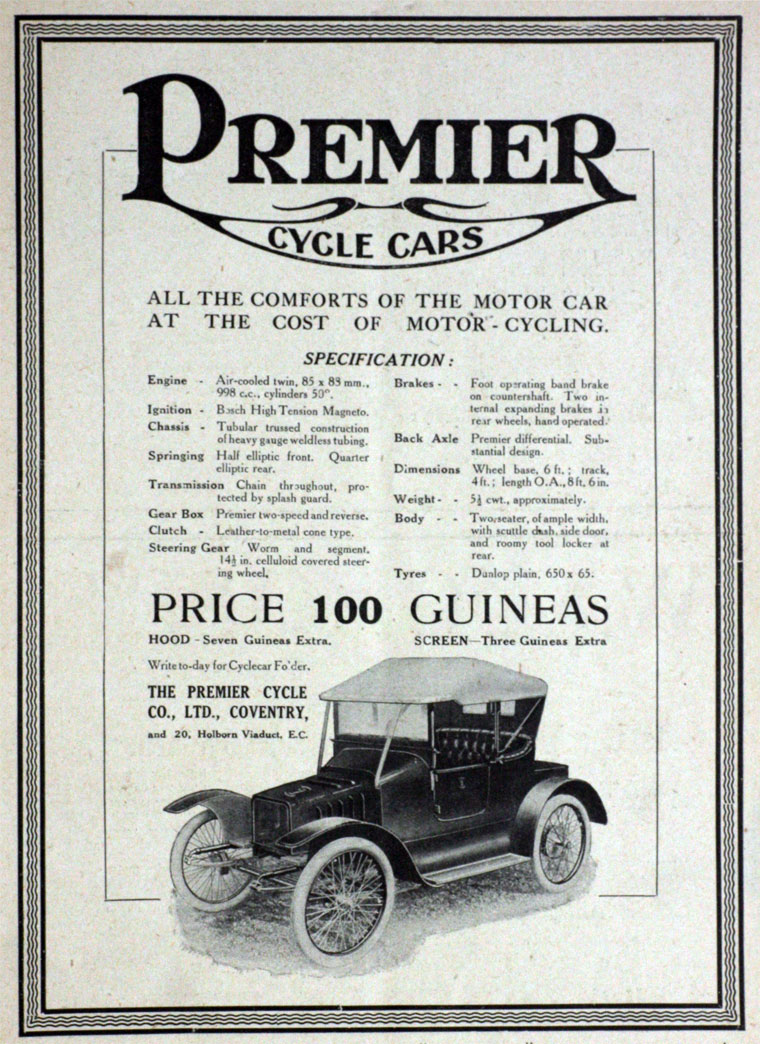
Anzeige für das Cyclecar

Premier Cycle Company, zeitweise New Premier Cycle Company; war ein britischer Hersteller von Fahrrädern, Motorrädern und Automobilen.

## Unternehmensgeschichte
Das Unternehmen wurde im Juli 1891 in Coventry gegründet. Direktoren waren Alexander Rotherham, Henry H. C. Horsfall, T. H. Lowthian, William Hillman, William Henry Herbert und George Beveley Cooper. Sie fertigten Fahrräder.
Am 29. Juni 1896 kam es zur Umfirmierung in New Premier Cycle Company. Rotherham und Herbert blieben Direktoren, Warington Baden-Powell, Colonel C. E. MacDonald und George Francis Twist kamen dazu. 1902 wurde wieder die ursprüngliche Firmierung gewählt.
1908 begann die Produktion von Motorrädern. 1912 folgten Automobile. Der Markenname lautete Premier.
1914 führte eine Reorganisation zu Coventry-Premier.
Es bestand keine Verbindung zu Premier Motor aus Birmingham, die ebenfalls Fahrzeuge als Premier anboten.

## Fahrzeuge

### Fahrräder
Im Angebot standen Fahrräder für Damen und Herren. Sie waren teilweise mit Gangschaltung ausgestattet.

### Motorräder
Das erste Modell hatte einen Einbaumotor von White & Poppe mit SV-Ventilsteuerung und eine Motorradgabel von Chater-Lea. Im gleichen Jahr erschien ein weiteres Modell mit Motor von White & Poppe. Hierfür sind 3,5 PS Motorleistung, Magnetzündung von Bosch und Riemenantrieb überliefert. Ab 1909 kamen eigene Motoren zum Einsatz. Im selben Jahr erschienen V2-Motoren. Für 1910 sind ein Einzylindermotor mit 499 cm³ Hubraum und nacheinander zwei verschiedene V2-Motoren mit 3,75 PS bekannt. 1911 kamen ein 2-PS-Modell und ein 2,5-PS-Modell dazu. 1912 erschien eine Ausführung mit 3,5 PS und einem speziellen Rahmen für Frauen. 1913 standen ein Modell mit 499 cm³ Hubraum, seitlichen Ventilen und Dreiganggetriebe, ein Einzylindermodell mit 3,5 PS und Zweiganggetriebe sowie ein neues V2-Modell mit erhöhter Motorleistung im Sortiment, während das 2-PS-Modell entfiel. Für 1914 ist ein neues Modell mit Zweizylinder-Zweitaktmotor mit 322 cm³ Hubraum und 2,75 PS Leistung genannt.

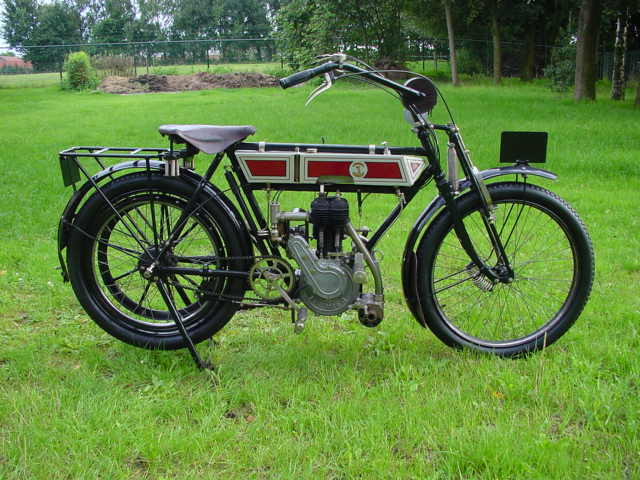
Motorrad von 1911
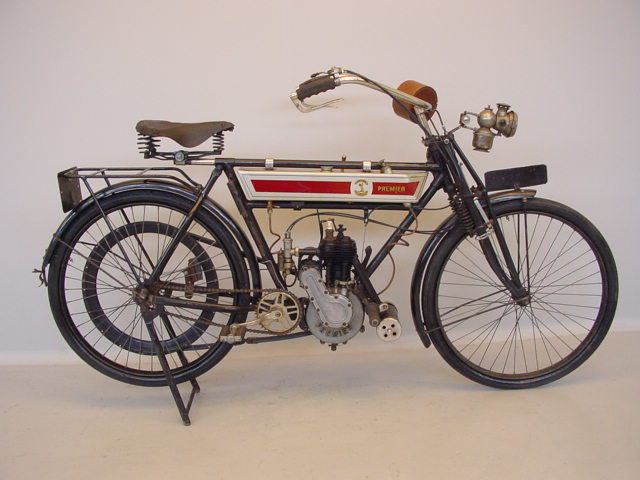
Motorrad von 1912

### Automobile
Das erste Modell war ein Cyclecar. Es hatte einen quer montierten V2-Motor mit Luftkühlung. Er hatte 998 cm³ Hubraum und war je nach Quelle mit 8 HP oder 7/9 HP angegeben. Die Motorleistung wurde über ein Zweiganggetriebe und eine Kette an die Hinterachse übertragen. Das Leergewicht war mit etwa 280 kg angegeben.
1914 erschien ein Modell mit einem Vierzylindermotor. Es hatte 1592 cm³ Hubraum, ein Dreiganggetriebe und Kardanantrieb.